# (683) Lanzia
(683) Lanzia – planetoida z pasa głównego asteroid okrążająca Słońce w ciągu 5 lat i 184 dni w średniej odległości 3,12 j.a. Została odkryta 23 lipca 1909 roku w Landessternwarte Heidelberg-Königstuhl w Heidelbergu przez Maxa Wolfa. Nazwa planetoidy pochodzi od Heinricha Lanza, który pod takim warunkiem został fundatorem Akademii Nauk w Heidelbergu. Przed nadaniem nazwy planetoida nosiła oznaczenie tymczasowe (683) 1909 HC.